# George Odlum Stadium
Das George Odlum National Stadium ist ein Fußballstadion mit Leichtathletikanlage in der Gemeinde St. Urban in Distrikt Vieux Fort auf St. Lucia am Fuß des Morne Beausejour. Es liegt in der Nähe des Stadtzentrums von Vieux Fort und des Flughafens Hewanorra International. Die 8.000 Zuschauern Platz bietende Anlage wird vor allem für Fußball und Leichtathletik genutzt.

## Bau
Der Stadionbau war eines von mehreren Projekten, die der damalige Außen- und Außenhandelsminister George Odlum (1934–2003), in seiner Amtszeit von 1997 bis 2001 initiierte. Die Planungsarbeiten kosteten St. Lucia mehr als 3 Mio. EC$. Nachdem die erste Regierung unter Kenneth Anthony die Volksrepublik China anerkannt und die Beziehungen zu Taiwan abgebrochen hatte, erklärte sich die chinesische Regierung bereit, den Bau zu finanzieren. Die Regierung übereignete das Gelände, auf dem sich heute das Stadion befindet, am 8. September 2000 der China National Overseas Engineering Corporation (COVEC), einer chinesischen Baufirma. Im Auftrag der chinesischen Regierung errichtete sie den Komplex. Am letzten Juliwochenende 2002 wurde das Stadion der lucianischen Regierung übergeben.
Auch wenn der Komplex sehr modern war, entsprach die Laufbahn jedoch nicht den Anforderungen des IAAF. 2008/2009, zu einem Zeitpunkt, als die neue Regierung die Beziehungen zur Volksrepublik China abgebrochen und zu Taiwan wieder aufgenommen hatte, wurde der Belag ausgetauscht, da der lucianische Leichtathletikverband in diesem Stadion die Leichtathletikwettbewerbe bei den XXXVIII CARIFTA Games, einem jährlichen Sportfest der Caribbean Free Trade Association, ausrichten wollte. Der Verband wurde dabei von Premierminister Stephenson King unterstützt. Die Kosten beliefen sich auf mehr als 10 Mio. EC$. Der grenadische Läufer Kirani James stellte auf der Bahn schließlich einen 400-m-Weltrekord in der U-20-Klasse auf.